# جون ووكر (لاعب كرة قدم بريطاني)
جون ووكر (بالإنجليزية: John Walker)‏ (31 مايو 1874 في المملكة المتحدة - 1940) هو لاعب كريكت ولاعب كرة قدم بريطاني (وحمل سابقاً جنسية المملكة المتحدة لبريطانيا العظمى وأيرلندا) في مركز مهاجم داخلي. شارك مع منتخب اسكتلندا لكرة القدم. أما مع النوادي، فقد لعب مع نادي ليفربول.

## وصلات خارجية
- جون ووكر على موقع قاعدة بيانات كرة القدم.إي يو (الإنجليزية)